# Losilakgokong
Losilakgokong est une ville du Botswana.